# Jacob Vosmaer (schilder)

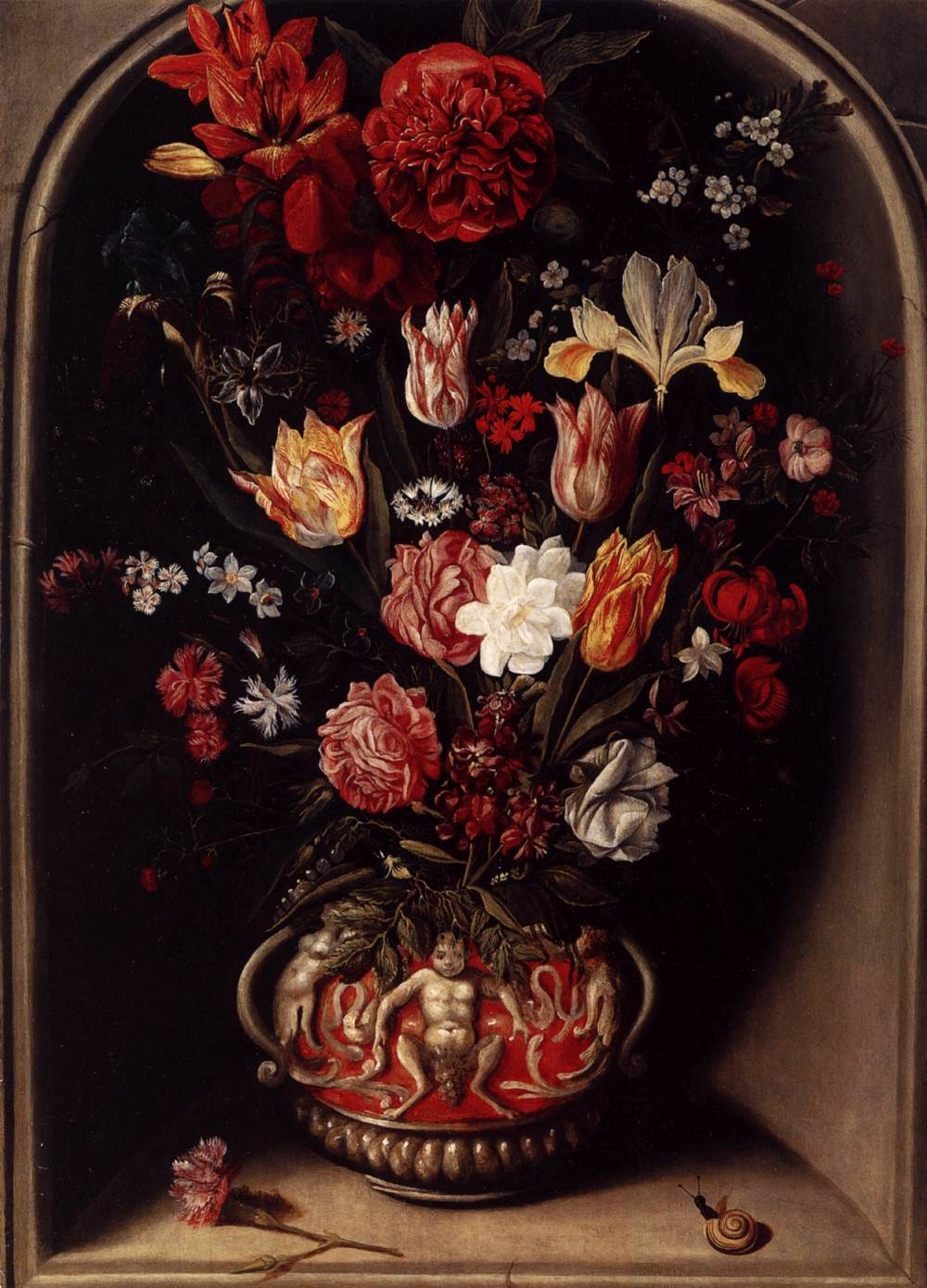
Bloemenvaas in een nis, ca. 1615

Jacob Woutersz. Vosmaer (Delft, ca. 1584 - aldaar, 1641) was een Nederlands kunstschilder uit de periode van de Gouden Eeuw. Hij zou zijn begonnen als landschapsschilder, maar is vooral bekend geworden door zijn bloemstillevens.
Jacob Vosmaer was een zoon van de goud- en zilversmid Wouter Vosmaer en een oom van Daniël Vosmaer en Christiaen van Couwenbergh. Zijn familie was welgesteld. Hij was een leerling en navolger van Jacob de Gheyn (II).
Hij trouwde in 1608 en was voor 1613 lid van het Delftse Sint-Lucasgilde, waar hij in 1633 ook hoofdman van was. Hij was eveneens majoor bij de burgerwacht. Tweemaal reisde hij naar Italië, in 1608 en 1629. Hij was de leermeester van zijn neven Abraham Vosmaer en Daniël Vosmaer.
Dirk van Bleyswijck schrijft dat Jacob Vosmaer zeer succesvol was; voor een schilderij van hem werd tot 130 gulden betaald. Toen na zijn overlijden inventaris werd gemaakt bezat hij 104 schilderijen, waarvan er 9 van hemzelf waren. Het is dus mogelijk dat hij ook een kunsthandelaar was.
- Biografisch Portaal: 31155793
- Digitale Bibliotheek voor de Nederlandse Letteren: vosm010
- RKD-Nederlands Instituut voor Kunstgeschiedenis: 81959
- Union List of Artist Names: 500010811
- Virtual International Authority File: 95746682